# Croatia Open Umag 2023 - Qualificazioni singolare
Le qualificazioni del singolare del Croatia Open Umag 2023 sono state un torneo di tennis preliminare per accedere alla fase finale della manifestazione. I giocatori vincitori dell'ultimo turno entreranno di diritto nel tabellone principale. In caso di ritiro di uno o più giocatori aventi diritto, a questi subentreranno i lucky loser, ossia i giocatori che perderanno nell'ultimo turno ma che avevano una classifica più alta rispetto agli altri giocatori che avevano comunque perso nel turno finale.

## Teste di serie
1. Alejandro Tabilo (primo turno)
2. Marcelo Tomás Barrios Vera (ultimo turno)
3. Andrea Vavassori (primo turno)
4. Timofej Skatov (ultimo turno)

1. Facundo Bagnis (qualificato)
2. Filip Misolic (qualificato)
3. Raul Brancaccio (primo turno)
4. Luca Nardi (primo turno)

## Qualificati
1. Filip Misolic
2. Jesper de Jong

1. Flavio Cobolli
2. Facundo Bagnis

## Tabellone

### Sezione 1
|  | Primo turno | Primo turno      | Primo turno   | Primo turno | Primo turno |  |  | Ultimo turno | Ultimo turno  | Ultimo turno  | Ultimo turno | Ultimo turno |  |
|  |             |                  |               |             |             |  |  |              |               |               |              |              |  |
|  | 1           | Alejandro Tabilo | 4             | 6           | 64          |  |  |              |               |               |              |              |  |
|  |             | Damir Džumhur    | 6             | 4           | 7           |  |  |              | Damir Džumhur | Damir Džumhur | 4            | 3            |  |
|  | Alt         | Pablo Cuevas     | Pablo Cuevas  | 5           | 2           |  |  | 6            | Filip Misolic | Filip Misolic | 6            | 6            |  |
|  | 6           | Filip Misolic    | Filip Misolic | 7           | 6           |  |  |              |               |               |              |              |  |

### Sezione 2
|  | Primo turno | Primo turno                | Primo turno                | Primo turno | Primo turno |  |  | Ultimo turno | Ultimo turno               | Ultimo turno               | Ultimo turno | Ultimo turno |  |
|  |             |                            |                            |             |             |  |  |              |                            |                            |              |              |  |
|  | 2           | Marcelo Tomás Barrios Vera | Marcelo Tomás Barrios Vera | 6           | 6           |  |  |              |                            |                            |              |              |  |
|  | WC          | Nino Serdarušić            | Nino Serdarušić            | 4           | 2           |  |  | 2            | Marcelo Tomás Barrios Vera | Marcelo Tomás Barrios Vera | 2            | 4            |  |
|  |             | Jesper de Jong             | 4                          | 6           | 6           |  |  |              | Jesper de Jong             | Jesper de Jong             | 6            | 6            |  |
|  | 7           | Raul Brancaccio            | 6                          | 2           | 3           |  |  |              |                            |                            |              |              |  |

### Sezione 3
|  | Primo turno | Primo turno      | Primo turno    | Primo turno | Primo turno |  |  | Ultimo turno | Ultimo turno   | Ultimo turno   | Ultimo turno | Ultimo turno |  |
|  |             |                  |                |             |             |  |  |              |                |                |              |              |  |
|  | 3           | Andrea Vavassori | 2              | 6           | 6           |  |  |              |                |                |              |              |  |
|  |             | Zdeněk Kolář     | 6              | 4           | 7           |  |  |              | Zdeněk Kolář   | Zdeněk Kolář   | 4            | 2            |  |
|  |             | Flavio Cobolli   | Flavio Cobolli | 6           | 7           |  |  |              | Flavio Cobolli | Flavio Cobolli | 6            | 6            |  |
|  | 8           | Luca Nardi       | Luca Nardi     | 1           | 5           |  |  |              |                |                |              |              |  |

### Sezione 4
|  | Primo turno | Primo turno          | Primo turno          | Primo turno | Primo turno |  |  | Ultimo turno | Ultimo turno   | Ultimo turno | Ultimo turno | Ultimo turno |  |
|  |             |                      |                      |             |             |  |  |              |                |              |              |              |  |
|  | 4           | Timofej Skatov       | Timofej Skatov       | 6           | 6           |  |  |              |                |              |              |              |  |
|  | WC          | Jerko Brkić          | Jerko Brkić          | 2           | 2           |  |  | 4            | Timofej Skatov | 7            | 4            | 2            |  |
|  |             | Francesco Maestrelli | Francesco Maestrelli | 4           | 1           |  |  | 5            | Facundo Bagnis | 5            | 6            | 6            |  |
|  | 5           | Facundo Bagnis       | Facundo Bagnis       | 6           | 6           |  |  |              |                |              |              |              |  |